# Németkér
Németkér (németül: Kier vagy Kremling) község Tolna vármegye Paksi járásában.

## Fekvése
Németkér a Mezőföld tájegység déli részén található, Tolna vármegye északi részén. Pakstól mintegy 15 kilométerre északnyugatra a Paks-Cece közötti 6231-es út mentén; Dunaföldvárral a 6229-es út kapcsolja össze. Földút köti össze Alsószentivánnal, Bikáccsal és Vajtával.
A mezőgazdasági területekre nem jellemző módon Németkér körül több ezer hektár erdő található. Többnyire akácosok, fenyvesek, de még vannak nyomokban ősi tölgyesek is.

## Története
Németkér környéke már a kőkorszakban lakott lehetett, de a település létezésére utaló első írásos emlék 1193-ból ismert. Nevét 1333-ban Kyry, 1572-ben Kér formában jegyezték fel, 1789-ből ismert elsőként az előtaggal megtoldott novalak, Német-Keér írásmóddal, 1892-től pedig Németkér a neve.
A török háborúk idején teljesen elnéptelenedett településre 1785-től a Habsburgok és a magyar földesurak által is szorgalmazott betelepítések második-harmadik hullámában érkeztek német családok, zömmel a hesseni nagyhercegségből (Rheinhessen székhelye, Mainz környékéről). E bevándorlók tekinthetők a mai Németkér őslakosainak. A Kérre szánt telepesek első csoportja 1785. május 26-án (Úrnapján) ért Budára és a helytartótanács másnap a legelső telepes-családokat útnak is indította Földvárra, ahová május 30-án érkeztek meg. Abban az időben a német földről Magyarországra települő személyeknek 6-10 évi állami szolgálat- és adómentességet helyeztek kilátásba, a földműveseknek fél sessió földet (kb. 12 magyar hold szántó és 3 hold kaszáló), igásállatot, felszerelést, házat – az iparosoknak pedig 50 forintot (ami akkoriban sokat ért), műhelyük berendezésére és felszerelésére. A svábok szorgalmas munkájának köszönhetően hamar felvirágzott a település.
1946 tavaszán, a legtöbb emlékező szerint májusban, a községházán kifüggesztett listákon közzétették az 1941-es népszámláláskor magukat németnek vallók névsorát, júniusban pedig megkezdték a kényszer-kitelepítésüket Németország nyugati megszállási zónájába, a későbbi Nyugat-Németországba. Az elűzött németek helyére – többek között – a Felvidékről áttelepített és Békés megyéből érkező magyarok költöztek. Németkéren 1941-ben a lakosság 3100 fő volt, ennek majdnem fele, 1500 fő vált részesévé az erőszakos kitelepítéseknek.
Az itthon maradt svábok ma is gazdag hagyományokkal és gasztronómiai tudással rendelkeznek, helyi sváb ételféleség például a kéri rudacska, németül Kierer Stagl. 
1954 óta a település része Hard is, amely korábban a község északnyugati szomszédjához, Cecéhez tartozott, de az 1950-es évekre teljesen összeépült Németkérrel.

## Címere
A 20. század elejéről való címert az önkormányzat hagyománytiszteletből változtatás nélkül vette át. Ebben a címerben a településsel 1954-ben egyesített Hardra a második csillag utal.

## Közélete

### Polgármesterei
- 1990–1994: Bakos Batu (KDNP)[3]
- 1994–1998: Pesztericz Alajos (független)[4]
- 1998–2002: Mihályi Józsefné (független)[5]
- 2002–2006: Dr. Bakos Batu (független)[6]
- 2006–2010: Horváthné Gál Erika (független)[7]
- 2010–2014: Horváthné Gál Erika (független)[8]
- 2014–2019: Horváthné Gál Erika (független)[9]
- 2019–2024: Horváthné Gál Erika (független)[10]
- 2024– : Horváthné Gál Erika (független)[1]

## Népesség
A település népességének változása:
| Lakosok száma | 1715 | 1712 | 1719 | 1699 | 1543 | 1539 | 1513 |
|               | 2013 | 2014 | 2015 | 2021 | 2022 | 2023 | 2024 |

A 2011-es népszámlálás során a lakosok 83,6%-a magyarnak, 4,5% cigánynak, 0,3% lengyelnek, 18,5% németnek, 0,2% románnak mondta magát (15,9% nem nyilatkozott; a kettős identitások miatt a végösszeg nagyobb lehet 100%-nál). A vallási megoszlás a következő volt: római katolikus 62,1%, református 5,6%, evangélikus 0,7%, felekezeten kívüli 6,7% (24,2% nem nyilatkozott).
2022-ben a lakosság 91,1%-a vallotta magát magyarnak, 7,3% németnek, 1% cigánynak, 0,1-0,1% szerbnek, románnak, lengyelnek, görögnek, bolgárnak, ruszinnak, ukránnak és szlováknak, 0,6% egyéb, nem hazai nemzetiségűnek (8,7% nem nyilatkozott; a kettős identitások miatt a végösszeg nagyobb lehet 100%-nál). Vallásuk szerint 49% volt római katolikus, 5,2% református, 1% evangélikus, 0,1% görög katolikus, 0,1% izraelita, 0,4% egyéb keresztény, 0,6% egyéb katolikus, 11,4% felekezeten kívüli (31,7% nem válaszolt).

## Nevezetességei
- Római katolikus templom (1816), Szent Kereszt felmagasztalása titulussal
- Hardi Jézus Szíve templom (1986)
- Staub Ferenc-emlékház
- Falumúzeum
- Természetvédelmi területei a 172 méter magas Látó-hegy és a Hardi legelő, amelyek ritka és védett növény- és állatvilággal rendelkeznek.
- Kálvária domb

## Testvérvárosai
- Büchenbach, Németország
- Csittszentiván, Románia

## Külső hivatkozások
- Németkér